# Kužet
Prezime Kužet vode poreklo od plemena Zorić iz stare Hercegovine, iz doline Komarnica-Tara u blizini Šavnika i Nikšića. Kad su se Drobnjaci spustali sa planina, potisnuli su starosedeoce i oni su odlazili u Hercegovinu, a deo je otišao na granicu u Dalmaciju. Najviše Kužeta ima (ili je bilo) oko Kistanja i Benkovca i većina slavi Svetog Đorđa. U 16. veku kad je vladala kuga neki predak se prokužio i ostao živ posle kuge i odatle potiče koren prezimena, i od tad se porodica zove Kužet. U 18. veku zbog problema sa Mlečanima oko 1730-te deo porodice Kužet se seli u okolinu Bihaća i Teočaka, a neki do Beča i Slavonije.
Poznati Kužeti
- Sanja Kužet - tv voditeljka
- Željko Kužet - savremeni srpski enigmata
- Nikola Kužet - ekonomista, poslovni menadžer i kolumnista